# Assieu
Assieu är en kommun i departementet Isère i regionen Auvergne-Rhône-Alpes i sydöstra Frankrike. Kommunen ligger i kantonen Roussillon som tillhör arrondissementet Vienne. År 2022 hade Assieu 1 722 invånare.

## Befolkningsutveckling
Antalet invånare i kommunen Assieu
Referens:INSEE